# Renmin Chubanshe
Renmin Chubanshe (xinès simplificat: 人民出版社, pinyin: Rénmín Chūbǎnshè, literalment 'Editorial del Poble'), coneguda en anglés com a People's Publishing House, abreujat com a PPH, és una editorial pública de la Xina amb seu a Pequín, dirigida pel PCX, i que publica principalment llibres de filosofia i ciències socials, entre ells llibres de Filosofia marxista xinesa, sent considerada com una editorial de referència pel que fa a materials polítics o ideològics vinculats al Partit Comunista de la Xina i el Govern xinés.
Renmin Chubanshe es va establir originalment l'1 de setembre de 1921, i es va reconstruir l'1 de desembre de 1950. Les seues publicacions inclouen obres clàssiques del marxisme, i obres de "Líders del partit i de l'estat" de la República Popular de la Xina.
El 1986, la tesi de Ge Jianxiong, Geografia de la població de la dinastia Han occidental, va ser publicada com a monografia per l'Editorial, sent la primera tesi doctoral publicada a la República Popular.